# Чащеватый
Чащеватый — ручей на полуострове Камчатка в России. Протекает по территории Мильковского района. Протяжённость ручья составляет 13 км.
Начинается на северном склоне хребта Асхачный Увал между горами Круглая и Каменная. Течёт в общем северном направлении через берёзово-лиственничный лес. Впадает в ручей Жёлтый слева на расстоянии 1 км от его устья.
Основной приток — Правый Чащеватый, в верховьях в Чащеватый впадает несколько коротких безымянных ручьёв.
По данным государственного водного реестра России относится к Анадыро-Колымскому бассейновому округу.
- Код водного объекта — 19070000112220000014486[3].